# 比伊 (卢瓦-谢尔省)
比伊（法語：Billy，法語發音：[biji] ⓘ）是法国卢瓦-谢尔省的一个市镇，属于罗莫朗坦-朗特奈区。

## 地理
比伊（47°18'44"N, 1°32'19"E）面积26.47 平方千米，位于法国中央-卢瓦尔河谷大区卢瓦-谢尔省，该省份为法国中北部省份，北起厄尔-卢瓦省，东北接卢瓦雷省，东南接谢尔省，南至安德尔省，西南接安德尔-卢瓦尔省，西北接萨尔特省。
与比伊接壤的市镇（或旧市镇、城区）包括：谢尔河畔沙蒂永、谢姆里、索洛涅地区日、索洛涅地区普吕尼耶、鲁茹、谢尔河畔塞勒。

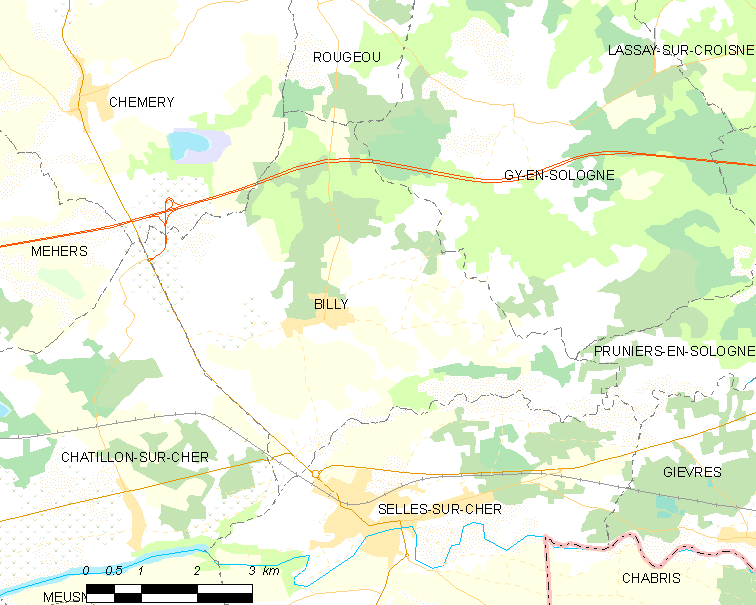
的OSM定位图

比伊的时区为UTC+01:00、UTC+02:00（夏令时）。

## 行政
比伊的邮政编码为41130，INSEE市镇编码为41016。

## 政治
比伊所属的省级选区为谢尔河畔塞勒县。

## 人口

1962-2008年间人口变化图示

比伊于2022年1月1日时的人口数量为1102人。